# Problema di Saint Venant
In meccanica dei solidi, il problema di Saint Venant è il problema elasto-statico della teoria del I ordine relativo ad un solido cilindrico libero nello spazio, composto di materiale elastico-lineare isotropo ed omogeneo, in assenza di forze di massa e con azione esterne di contatto applicate solo sulle due basi estremali. È uno dei pochi problemi della Teoria dell'elasticità di cui si conosce la soluzione: questa è dovuta a Barré de Saint-Venant nel 1855, sulla base del suo celebre metodo semi-inverso.
Oltre che di ordine storico, l'importanza del problema è legata alla generalizzazione della soluzione operata dallo stesso Saint Venant mediante la congettura che porta il suo nome (principio di de Saint-Venant), tale da consentire una rappresentazione di una classe abbastanza ampia di problemi di Teoria della trave e Meccanica delle strutture. Tale problema costituisce pertanto uno degli argomenti più importanti nei corsi di base di Scienza delle costruzioni.

## Introduzione
Per assegnata geometria e per assegnati carichi e cedimenti iniziali, il problema elasto-statico consiste nella determinazione della soluzione, in termini di tensioni, deformazioni e spostamenti ({\displaystyle {\boldsymbol {\sigma }},{\boldsymbol {\varepsilon }},\mathbf {u} }), nel rispetto delle relazioni di equilibrio tra carichi esterni e tensioni interne, di congruenza cinematica tra spostamenti, deformazioni e cedimenti, e di legame costitutivo elasto-lineare. Nell'ambito della teoria delI'ordine (piccoli spostamenti) e per materiali isotropi, tale problema è definito in forma differenziale dalle seguenti {\displaystyle \ldots }
- equazioni di campo, sul dominio {\displaystyle {\mathcal {B}}}:

{\displaystyle \nabla \cdot {\boldsymbol {\sigma }}+\rho ~\mathbf {b} ={\mathbf {0} }}
{\displaystyle {\boldsymbol {\varepsilon }}={\tfrac {1}{2}}\left[{\boldsymbol {\nabla }}\mathbf {u} +({\boldsymbol {\nabla }}\mathbf {u} )^{T}\right]}
{\displaystyle {\boldsymbol {\sigma }}={\mathsf {C}}:{\boldsymbol {\varepsilon }}}
equazioni interne di equilibrio
equazioni interne di congruenza cinematica
equazioni di legame costitutivo (legge di Hooke generalizzata)
- condizioni al contorno, sulle parti libere {\displaystyle {\mathcal {C}}_{f}} e vincolate {\displaystyle {\mathcal {C}}_{u}} della frontiera di {\displaystyle {\mathcal {B}}}

{\displaystyle {\boldsymbol {\sigma }}\mathbf {N} =\mathbf {f} }
{\displaystyle \mathbf {u} ={\bar {\mathbf {u} }}}
naturali, di equilibrio tra tensioni interne e sforzi superficiali su {\displaystyle {\mathcal {C}}_{f}}
essenziali, di congruenza cinematica  tra spostamento e cedimenti su {\displaystyle {\mathcal {C}}_{u}}
Nelle condizioni del problema del de Saint-Venant
- solido di forma cilindrica in assenza di vincoli cinematici {\displaystyle {\mathcal {C}}_{u}\equiv 0}
- composto da materiale elastico-lineare, isotropo ed omogeneo
- in assenza di forze di massa {\displaystyle \mathbf {b} } e con azioni di contatto applicate solo sulle due basi estremali del cilindro e nulle sul suo mantello

le equazioni del problema si semplificano nelle:
- equazioni di campo, sul dominio {\displaystyle {\mathcal {B}}} (il legame costitutivo è riferito ai coefficienti elastici di Lamé):

{\displaystyle \nabla \cdot {\boldsymbol {\sigma }}={\mathbf {0} }}
{\displaystyle {\boldsymbol {\varepsilon }}={\tfrac {1}{2}}\left[{\boldsymbol {\nabla }}\mathbf {u} +({\boldsymbol {\nabla }}\mathbf {u} )^{T}\right]}
{\displaystyle {\boldsymbol {\sigma }}=\lambda ~{\text{tr}}({\boldsymbol {\varepsilon }})~{\boldsymbol {\mathit {1}}}+2~\mu ~{\boldsymbol {\varepsilon }}}
- condizioni al contorno solo naturali, sulle tre parti (le due basi {\displaystyle {\mathcal {A}}_{o}} {\displaystyle {\mathcal {A}}_{l}} ed il mantello {\displaystyle {\mathcal {A}}_{m}}) della frontiera libera {\displaystyle {\mathcal {C}}_{f}\equiv {\mathcal {A}}_{o}\oplus {\mathcal {A}}_{l}\oplus {\mathcal {A}}_{m}}

{\displaystyle {\boldsymbol {\sigma }}\mathbf {N} =\mathbf {f} _{o}\,,\forall \mathbf {x} \in {\mathcal {A}}_{o}\;\;,\;\;{\boldsymbol {\sigma }}\mathbf {N} =\mathbf {f} _{l}\,,\forall \mathbf {x} \in {\mathcal {A}}_{l}\;\;,\;\;{\boldsymbol {\sigma }}\mathbf {N} =\mathbf {0} \,,\forall \mathbf {x} \in {\mathcal {A}}_{m}},
Si osservi che i dati del problema, cioè la distribuzione di azioni di contatto ({\displaystyle \mathbf {f} _{o},\mathbf {f} _{l}}) sulle due basi, devono rispettare le condizioni globali di equilibrio statico (annullarsi del risultante e del momento risultante rispetto ad un generico polo {\displaystyle \mathbf {x} _{p}})
{\displaystyle \int _{{\mathcal {A}}_{o}}\mathbf {f} _{o}\,dA+\int _{{\mathcal {A}}_{l}}\mathbf {f} _{l}\,dA=\mathbf {0} }
{\displaystyle \int _{{\mathcal {A}}_{o}}(\mathbf {x} -\mathbf {x} _{p})\times \mathbf {f} _{o}\,dA+\int _{{\mathcal {A}}_{l}}(\mathbf {x} -\mathbf {x} _{p})\times \mathbf {f} _{l}\,dA=\mathbf {0} }
Le relazioni di equilibrio statico sono anche espresse dalle relazioni equivalenti
{\displaystyle \mathbf {r} _{o}+\mathbf {r} _{l}=\mathbf {0} }
{\displaystyle \mathbf {m} _{o}+\mathbf {m} _{l}+(\mathbf {x} _{l}-\mathbf {x} _{o})\times \mathbf {r} _{l}=\mathbf {0} }
avendo indicato con i vettori ({\displaystyle \mathbf {r} _{o},\mathbf {r} _{l}}) i due risultanti delle due distribuzioni e con i vettori  ({\displaystyle \mathbf {m} _{o},\mathbf {m} _{l}}) i due momenti riferiti ai rispettivi baricentri ({\displaystyle \mathbf {x} _{o},\mathbf {x} _{l}}) delle due sezioni estremali
{\displaystyle \mathbf {r} _{o}=\int _{{\mathcal {A}}_{o}}\mathbf {f} _{o}\,dA\;\;,\;\;\mathbf {m} _{o}=\int _{{\mathcal {A}}_{o}}(\mathbf {x} -\mathbf {x} _{o})\times \mathbf {f} _{o}\,dA}
{\displaystyle \mathbf {r} _{l}=\int _{{\mathcal {A}}_{l}}\mathbf {f} _{l}\,dA\;\;,\;\;\mathbf {m} _{l}=\int _{{\mathcal {A}}_{l}}(\mathbf {x} -\mathbf {x} _{l})\times \mathbf {f} _{l}\,dA}
Indicando con ({\displaystyle \mathbf {r} _{s},\mathbf {m} _{s}}) il risultante ed il momento baricentrico  della distribuzione di tensioni interne sulla generica sezione trasversale {\displaystyle {\mathcal {A}}_{s}} del solido
{\displaystyle \mathbf {r} _{s}=\int _{{\mathcal {A}}_{s}}{\boldsymbol {\sigma }}\mathbf {N} \,dA\;\;,\;\;\mathbf {m} _{s}=\int _{{\mathcal {A}}_{s}}(\mathbf {x} -\mathbf {x} _{s})\times {\boldsymbol {\sigma }}\mathbf {N} \,dA}
per l'equilibrio della generica parte in cui la sezione divide il solido risulta anche 
{\displaystyle \mathbf {r} _{o}+\mathbf {r} _{s}=\mathbf {0} }
{\displaystyle \mathbf {m} _{o}+\mathbf {m} _{s}+(\mathbf {x} _{s}-\mathbf {x} _{o})\times \mathbf {r} _{s}=\mathbf {0} }
Da ciò consegue che, noto il risultante ed il momento risultante della distribuzione di azioni di contatto su una base, sono automaticamente determinati i valori del risultante e del momento risultante sull'altra base e su una qualsiasi altra sezione trasversale del solido.
Anche in questa forma semplificata, l'effettiva ricerca della soluzione per generiche ed arbitrarie assegnazioni di carichi ({\displaystyle \mathbf {f} _{o},\mathbf {f} _{l}}) è tutt'altro che semplice se non impossibile. L'approccio seguito invece da Saint Venant è meno rigoroso e generale, ma ricco di risvolti applicativi.

## Il metodo semi-inverso di soluzione
La strategia di soluzione del problema seguita dal de Saint-Venant con il suo metodo semi-inverso consiste nel
- lasciare inizialmente indefiniti i carichi,
- caratterizzare a priori alcuni aspetti parziali della soluzione cercata,
- usare le equazioni del problema per completare la determinazione della soluzione,
- usare le condizioni di equilibrio al contorno per determinare a posteriori i carichi cui corrisponde la soluzione trovata.

La proprietà di unicità della soluzione elastica garantisce che la soluzione trovata col metodo semi-inverso è esattamente la soluzione classica del problema a partire da quei carichi particolari cui tale metodo perviene. In questo senso la soluzione determinata ha un significato molto limitato, solo per quei particolari carichi. Assume un significato invece più generale se si accetta la validità del principio di de Saint-Venant che, nello spirito della ricerca di una soluzione approssimata, lega la soluzione del de Saint-Venant solo al risultante ed al momento risultante delle distribuzioni delle azioni di contatto sulle due basi, e quindi ne estende la validità per una classe più ampia e generale di distribuzioni di carichi staticamente equivalenti (con lo stesso risultante e momento risultante).
La bontà del metodo semi-inverso è legata alla corretta intuizione sulle caratteristiche parziali che la soluzione deve avere, da assumere a priori nella formulazione. In particolare de Saint-Venant ipotizza che il corpo cilindrico, sotto l'azione di forze superficiali sulle basi, si deformi in modo che le sue fibre longitudinali si scambiano un sistema di azioni interne di contatto con sole componenti tangenziali parallele alle fibre. Come de Saint-Venant intuisce, tale ipotesi è tanto più vera quanto più pronunciata è la snellezza del cilindro, in quanto tende ad annullarsi l'azione di cerchiaggio sulla generica fibra.
Assunto un sistema di coordinate cartesiane {\displaystyle (x_{1},x_{2},x_{3})}, con l'asse {\displaystyle x_{1}} parallelo alle direttrici del cilindro e gli assi {\displaystyle (x_{2},x_{3})} baricentrici alla sua sezione trasversale, l'ipotesi del de Saint-Venant corrisponde ad assumere la seguente caratterizzazione per le componenti {\displaystyle \sigma _{ij}} del tensore delle tensioni {\displaystyle {\boldsymbol {\sigma }}}
{\displaystyle \sigma _{22}=\sigma _{33}=\sigma _{23}=0\;\;\Rightarrow \;\;[{\boldsymbol {\sigma }}]\equiv {\begin{bmatrix}\sigma _{11}&\sigma _{12}&\sigma _{13}\\\sigma _{12}&0&0\\\sigma _{13}&0&0\\\end{bmatrix}}}
Caratterizzati inizialmente alcuni aspetti della soluzione, la discussione del problema del de Saint-Venant può pertanto essere condotta in due parti:
- determinazione della soluzione del de Saint-Venant in forma completa, sfruttando le equazioni del problema;
- estensione della soluzione sulla base del principio del de Saint-Venant.

## La soluzione del de Saint-Venant
Al fine di determinare in forma completa la soluzione del de Saint-Venant, una strategia conveniente è di riferirsi ad una formulazione del problema in sole tensioni. Si deve invece a Clebsch una soluzione completa del problema conseguita con una diversa strategia basata su una formulazione in soli spostamenti. Nella formulazione nelle variabili tensione, le equazioni di campo sono definite dalle relazioni di equilibrio, dal legame costitutivo (nel seguito riferito ai coefficienti elastici {\displaystyle E,\nu }) e dalle relazioni esplicite di congruenza (di de Saint-Venant), queste due ultime combinate nelle relazioni di Beltrami-Michell (81 equazioni di cui solo 6 indipendenti)
{\displaystyle \nabla \cdot {\boldsymbol {\sigma }}={\mathbf {0} }}
{\displaystyle \nabla \times \nabla \times {\bigl (}{\tfrac {1+\nu }{E}}\,{\boldsymbol {\sigma }}-{\tfrac {\nu }{E}}\,{\text{tr}}({\boldsymbol {\sigma }})\,{\boldsymbol {\mathit {1}}}{\bigr )}=\mathbf {0} }
Le relazioni di equilibrio assumono, nelle ipotesi del de Saint-Venant sulla caratterizzazione per il tensore {\displaystyle {\boldsymbol {\sigma }}}, le seguenti espressioni in componenti scalari:
{\displaystyle \nabla \cdot {\boldsymbol {\sigma }}={\mathbf {0} }\;\;\Rightarrow \;\;\left\{{\begin{array}{l}\sigma _{11},_{1}+\sigma _{12},_{2}+\sigma _{13},_{3}=0\\\sigma _{12},_{1}=0\\\sigma _{13},_{1}=0\end{array}}\right.\;\;\Rightarrow \;\;\left\{{\begin{array}{l}\sigma _{12},_{2}+\sigma _{13},_{3}=-\sigma _{11},_{1}\\\sigma _{12}=\sigma _{12}(x_{2},x_{3})\\\sigma _{13}=\sigma _{13}(x_{2},x_{3})\end{array}}\right.}
Le componenti di tensione ({\displaystyle \sigma _{12},\sigma _{13}}) sono funzioni solo dei punti {\displaystyle (x_{2},x_{3})} del piano della sezione e possono essere rappresentate con riferimento ad un vettore {\displaystyle {\boldsymbol {\tau }}} delle tensioni tangenziali appartenenti al piano della sezione trasversale del solido cilindrico
{\displaystyle {\boldsymbol {\tau }}=\sigma _{12}\,\mathbf {e} _{2}+\sigma _{13}\,\mathbf {e} _{3}}
Le relazioni di equilibrio possono pertanto essere rappresentate nella forma compatta:
{\displaystyle \nabla \cdot {\boldsymbol {\tau }}=-\sigma _{11},_{1}\;\;,\;\;{\boldsymbol {\tau }}(x_{2},x_{3})=\sigma _{12}(x_{2},x_{3})\,\mathbf {e} _{2}+\sigma _{13}(x_{2},x_{3})\,\mathbf {e} _{3}}
da cui si ricava ancora per derivazione successiva
{\displaystyle \sigma _{11},_{11}=0}
Le relazioni di Beltrami-Michell assumono nelle ipotesi del de Saint-Venant la seguente rappresentazione in componenti
{\displaystyle {\begin{aligned}&{\tfrac {1}{E}}\,\sigma _{11},_{22}-{\tfrac {\nu }{E}}\,\sigma _{11},_{11}={\tfrac {1+\nu }{E}}\,\sigma _{12},_{12}&,&&&-{\tfrac {\nu }{E}}\,\sigma _{11},_{33}-{\tfrac {\nu }{E}}\,\sigma _{11},_{22}=0\\&{\tfrac {1}{E}}\,\sigma _{11},_{33}-{\tfrac {\nu }{E}}\,\sigma _{11},_{11}={\tfrac {1+\nu }{E}}\,\sigma _{13},_{13}&,&&&-{\tfrac {\nu }{E}}\,\sigma _{11},_{13}+{\tfrac {1+\nu }{E}}\,\sigma _{13},_{22}={\tfrac {1+\nu }{E}}\,\sigma _{12},_{23}\\&{\tfrac {1}{E}}\,\sigma _{11},_{23}={\tfrac {1+\nu }{E}}\,\sigma _{12},_{13}&,&&&-{\tfrac {\nu }{E}}\,\sigma _{11},_{12}+{\tfrac {1+\nu }{E}}\,\sigma _{12},_{33}={\tfrac {1+\nu }{E}}\,\sigma _{13},_{23}\\\end{aligned}}}
semplificabili, tenendo conto delle relazioni di equilibrio, nelle
{\displaystyle \sigma _{11},_{11}=\sigma _{11},_{22}=\sigma _{11},_{33}=\sigma _{11},_{23}=0}
{\displaystyle {\bigl (}\sigma _{13},_{2}-\sigma _{12},_{3}{\bigr )},_{2}=+{\tfrac {\nu }{1+\nu }}\,\sigma _{11},_{13}}
{\displaystyle {\bigl (}\sigma _{13},_{2}-\sigma _{12},_{3}{\bigr )},_{3}=-{\tfrac {\nu }{1+\nu }}\,\sigma _{11},_{12}}
Le prime relazioni permettono di esprimere in modo completo la distribuzione della componente di tensione normale al piano della sezione trasversale del solido cilindrico {\displaystyle \sigma _{11}(x_{1},x_{2},x_{3})} nella forma
{\displaystyle \sigma _{11}=a_{o}+a_{2}\,x_{2}+a_{3}\,x_{3}+x_{1}\,{\bigl (}b_{o}+b_{2}\,x_{2}+b_{3}\,x_{3}{\bigr )}}
mentre le ultime due sono riscrivibili nella forma compatta
{\displaystyle {\bigl (}\nabla \times {\boldsymbol {\tau }}{\bigr )},_{2}=+{\tfrac {\nu }{1+\nu }}\,b_{3}\;\;,\;\;{\bigl (}\nabla \times {\boldsymbol {\tau }}{\bigr )},_{3}=-{\tfrac {\nu }{1+\nu }}\,b_{2}}
integrabili nella
{\displaystyle \nabla \times {\boldsymbol {\tau }}=c+{\tfrac {\nu }{1+\nu }}\,(b_{3}\,x_{2}-b_{2}\,x_{3})}
In sintesi, il problema del de Saint-Venant è ricondotto alla ricerca di una componente di tensione {\displaystyle \sigma _{11}(x_{1},x_{2},x_{3})} di forma polinomiale lineare predefinita, e di due componenti scalari di tensione tangenziale 
{\displaystyle {\boldsymbol {\tau }}(x_{2},x_{3})=\sigma _{12}(x_{2},x_{3})\,\mathbf {e} _{2}+\sigma _{13}(x_{2},x_{3})\,\mathbf {e} _{3}}
vincolate al rispetto delle seguenti equazioni di campo sui punti ({\displaystyle x_{2},x_{3}}) appartenenti al dominio {\displaystyle {\mathcal {A}}} della sezione trasversale del solido cilindrico
{\displaystyle \nabla \cdot {\boldsymbol {\tau }}=-\,\sigma _{11},_{1}=-\,(b_{o}+b_{2}\,x_{2}+b_{3}\,x_{3})}
{\displaystyle \nabla \times {\boldsymbol {\tau }}=c+{\tfrac {\nu }{1+\nu }}\,(b_{3}\,x_{2}-b_{2}\,x_{3})}
e al rispetto delle condizioni di equilibrio al contorno. In particolare, quelle sul mantello {\displaystyle {\mathcal {A}}_{m}} del cilindro
{\displaystyle {\boldsymbol {\sigma }}\mathbf {N} =\mathbf {0} \;\;\Rightarrow \;\;{\begin{bmatrix}\sigma _{11}&\sigma _{12}&\sigma _{13}\\\sigma _{12}&0&0\\\sigma _{13}&0&0\\\end{bmatrix}}{\begin{bmatrix}0\\n_{2}\\n_{3}\\\end{bmatrix}}={\begin{bmatrix}0\\0\\0\\\end{bmatrix}}\;\;\Leftrightarrow \;\;\sigma _{12}\,n_{2}+\sigma _{13}\,n_{3}=0\;\;\Leftrightarrow \;\;{\begin{bmatrix}\sigma _{12}\\\sigma _{13}\\\end{bmatrix}}\cdot {\begin{bmatrix}n_{2}\\n_{3}\\\end{bmatrix}}=0\;\;\Leftrightarrow \;\;{\boldsymbol {\tau }}\cdot \mathbf {n} =0}
sono espresse dalla condizione di nullo del prodotto scalare {\displaystyle {\boldsymbol {\tau }}\cdot \mathbf {n} =0} sui punti del contorno {\displaystyle C} del dominio {\displaystyle {\mathcal {A}}_{s}} della sezione, avendo indicato con il vettore {\displaystyle \mathbf {n} =n_{2}\,\mathbf {e} _{2}+n_{3}\,\mathbf {e} _{3}} la normale al contorno in tali punti (appartenente al piano della sezione).
Il problema (piano) di campo così definito in termini di {\displaystyle {\boldsymbol {\tau }}} risulta ammissibile, cioè risolvibile, se verifica la condizione legata al teorema della divergenza
{\displaystyle \int _{{\mathcal {A}}_{s}}\,\nabla \cdot {\boldsymbol {\tau }}\,dA=\oint _{C}\,{\boldsymbol {\tau }}\cdot \mathbf {n} }
da cui, tenendo conto delle proprietà del vettore {\displaystyle {\boldsymbol {\tau }}} e della scelta di assi ({\displaystyle x_{2},x_{3}}) baricentrici, deriva la condizione {\displaystyle b_{o}=0}
Pertanto il problema di campo ammissibile per la determinazione della forma della distribuzione delle tensioni tangenziali {\displaystyle {\boldsymbol {\tau }}(x_{2},x_{3})} è ricondotto alle seguenti 
- equazioni di campo su {\displaystyle {\mathcal {A}}_{s}}

{\displaystyle \nabla \cdot {\boldsymbol {\tau }}=b_{2}\,x_{2}+b_{3}\,x_{3}}
{\displaystyle \nabla \times {\boldsymbol {\tau }}=c+{\tfrac {\nu }{1+\nu }}\,(b_{3}\,x_{2}-b_{2}\,x_{3})}
- con le condizioni al contorno su {\displaystyle C}

{\displaystyle {\boldsymbol {\tau }}\cdot \mathbf {n} =0}
Si dimostra che tale problema è riconducibile ad un problema matematico noto, quello di Neumann (o di Dirichlet), risolvibile univocamente in funzione dei valori delle costanti ({\displaystyle b_{2},b_{3},c}). In ultima analisi, l'intera soluzione in termini di {\displaystyle (\sigma _{11},{\boldsymbol {\tau }})} è completamente determinata una volta assegnati i valori delle sei costanti ({\displaystyle a_{0},a_{2},a_{3},b_{2},b_{3},c}).

### Le caratteristiche di sollecitazione e la soluzione del Saint Venant
Su una sezione di una trave, le caratteristiche di sollecitazione di sforzo normale {\displaystyle N}, di sforzi di taglio {\displaystyle (T_{2},T_{3})}, di momento torcente {\displaystyle M_{t}} e di momenti flettenti {\displaystyle (M_{2},M_{3})} sono definite come le componenti (assiali e trasversali) del vettore risultante e del vettore momento risultante della distribuzione delle tensioni interne sulla sezione,
{\displaystyle \mathbf {r} _{s}=\int _{{\mathcal {A}}_{s}}{\boldsymbol {\sigma }}\mathbf {e} _{1}\,dA=N\mathbf {e} _{1}+T_{2}\mathbf {e} _{2}+T_{3}\mathbf {e} _{3}\;\;,\;\;\mathbf {m} _{s}=\int _{{\mathcal {A}}_{s}}(\mathbf {x} -\mathbf {x} _{s})\times {\boldsymbol {\sigma }}\mathbf {e} _{1}\,dA=M_{t}\mathbf {e} _{1}+M_{2}\mathbf {e} _{2}+M_{3}\mathbf {e} _{3}}
Pertanto i relativi valori sono strettamente legati ai valori delle sei costanti ({\displaystyle a_{0},a_{2},a_{3},b_{2},b_{3},c}) che determinano la soluzione del Saint Venant {\displaystyle (\sigma _{11},{\boldsymbol {\tau }})} dovendo valere le
{\displaystyle N=\int _{{\mathcal {A}}_{s}}\sigma _{11}\,dA\;\;,\;\;T_{2}=\int _{{\mathcal {A}}_{s}}\sigma _{12}\,dA\;\;,\;\;T_{3}=\int _{{\mathcal {A}}_{s}}\sigma _{13}\,dA}
{\displaystyle M_{t}=\int _{{\mathcal {A}}_{s}}(\sigma _{13}\,x_{2}-\sigma _{12}\,x_{3})\,dA\;\;,\;\;M_{2}=\int _{{\mathcal {A}}_{s}}\sigma _{11}\,x_{3}\,dA\;\;,\;\;M_{3}=\int _{{\mathcal {A}}_{s}}-\sigma _{11}\,x_{2}\,dA}
D'altra parte, nel rispetto delle condizioni di equilibrio, i valori delle caratteristiche di sollecitazione nella generica sezione sono univocamente definiti mediante l'equilibrio in termini delle caratteristiche di sollecitazione di una delle due basi estremali
{\displaystyle N=N^{o}=N^{l}=cost\;\;,\;\;T_{2}=T_{2}^{o}=T_{2}^{l}=cost\;\;,\;\;T_{3}=T_{3}^{o}=T_{3}^{l}=cost\;\;,\;\;M_{t}=M_{t}^{o}=M_{t}^{l}=cost}
{\displaystyle M_{2}=M_{2}^{0}+T_{3}\,x_{2}\;\;,\;\;M_{3}=M_{3}^{0}+T_{2}\,x_{3}}
Sulla base di queste considerazioni, si ricava 
- il valore della costante {\displaystyle a_{0}} è univocamente determinato dal solo valore dello sforzo normale, valendo

{\displaystyle a_{0}={\frac {N}{A}}}
- i valori delle due costanti {\displaystyle (a_{2},a_{3})} sono univocamente determinati dai soli valori dei due momenti flettenti {\displaystyle (M_{2}^{o},M_{3}^{o})} nella base {\displaystyle {\mathcal {A}}_{o}}, valendo

{\displaystyle a_{2}=-{\frac {M_{2}^{o}\,J_{23}+M_{3}^{o}\,J_{2}}{J_{2}\,J_{3}-J_{23}^{2}}}\;\;,\;\;a_{3}=+{\frac {M_{2}^{o}\,J_{2}+M_{3}^{o}\,J_{23}}{J_{2}\,J_{3}-J_{23}^{2}}}}
- i valori delle due costanti {\displaystyle (b_{2},b_{3})} sono univocamente determinati dai soli valori dei due sforzi taglianti {\displaystyle (T_{2},T_{3})} valendo

{\displaystyle b_{2}={\frac {T_{2}\,J_{2}-T_{3}\,J_{23}}{J_{2}\,J_{3}-J_{23}^{2}}}\;\;,\;\;b_{3}={\frac {-T_{2}\,J_{23}+T_{3}\,J_{3}}{J_{2}\,J_{3}-J_{23}^{2}}}}
- il valore della costante {\displaystyle c} è univocamente determinato dai soli valori degli sforzi taglianti e del momento torcente {\displaystyle (T_{2},T_{3},M_{t})}

dove {\displaystyle A} indica l'area della sezione e {\displaystyle (J_{2},J_{3},J_{23})} i relativi momenti d'inerzia rispetto agli assi {\displaystyle x_{2}} ed {\displaystyle x_{3}}

## Il principio del de Saint-Venant e i casi di sollecitazione semplice
I valori delle sei costanti ({\displaystyle a_{0},a_{2},a_{3},b_{2},b_{3},c}) andrebbero determinati nel rispetto delle condizioni di equilibrio puntuale sulle due basi estremali {\displaystyle {\mathcal {A}}_{o}} {\displaystyle {\mathcal {A}}_{l}}:
{\displaystyle -{\boldsymbol {\sigma }}\mathbf {e} _{1}=\mathbf {f} _{o}\,,\forall \mathbf {x} \in {\mathcal {A}}_{o}\;\;,\;\;{\boldsymbol {\sigma }}\mathbf {e} _{1}=\mathbf {f} _{l}\,,\forall \mathbf {x} \in {\mathcal {A}}_{l}}
Tali condizioni vincolerebbero naturalmente la tipologia di distribuzione di carichi di contatto agente sulle due basi. In tale ottica, la soluzione trovata avrebbe quindi un carattere molto limitato, relativa cioè a quei particolari carichi che verificano le suddette relazioni. Assume invece un carattere più generale se, nello spirito di ricerca di una soluzione approssimata, si accetta la validità del principio del Saint Venant
In altri termini tale principio afferma che due diverse distribuzioni aventi lo stesso risultante e momento risultante producono (approssimativamente) la stessa soluzione del problema. Ciò in pratica, sostituendo il rispetto delle condizioni puntuali di equilibrio sulle basi con il rispetto delle condizioni di equilibrio in media col risultante e momento risultante della distribuzione su una delle due basi, crea delle classi di equivalenza di condizioni di carico sulla base dei valori del risultante e del momento risultante della distribuzione, che estende in modo ampio la validità della soluzione del Saint Venant. Tali classi di equivalenza sono dettati dai sei parametri scalari di caratteristiche di sollecitazione {\displaystyle (N,T_{2},T_{3},M_{t},M_{2}^{o},M_{3}^{o})} che esprimono i risultanti ed i momenti risultanti della distribuzione.
Valendo il principio di sovrapposizione degli effetti, la soluzione del Saint Venant può pertanto essere studiata decomponendola nei seguenti casi elementari di sollecitazione semplice:
- di solo sforzo normale con {\displaystyle N\neq 0} e {\displaystyle T_{2}=T_{3}=M_{t}=M_{2}^{o}=M_{3}^{o}=0}
- di flessione pura con {\displaystyle (M_{2},M_{3})\neq 0} e {\displaystyle N=T_{2}=T_{3}=M_{t}=0}, a sua volta distinta in flessione retta e flessione deviata.
- di flessione e taglio con {\displaystyle (T_{2},T_{3})\neq 0} e {\displaystyle N=M_{t}=M_{2}^{o}=M_{3}^{o}=0}
- di torsione pura con {\displaystyle M_{t}\neq 0} e {\displaystyle N=T_{2}=T_{3}=M_{2}^{o}=M_{3}^{o}=0}